# ألفرد كارلتون
ألفرد كارلتون (بالإنجليزية: Alfred Carlton)‏ (13 نوفمبر 1867 في أستراليا - 10 سبتمبر 1941 بملبورن في أستراليا) هو لاعب كريكت أسترالي. لعب مع فريق فكتوريا للكريكت.

## وصلات خارجية
- ألفرد كارلتون على موقع إي آس بي آن كريك إنفو (الإنجليزية)